# Agip
Agip (Azienda Generale Italiana Petroli) er et italiensk olieselskab med benzinstationer i Frankrig, Italien, Rumænien, Schweiz, Slovakiet, Slovenien, Spanien, Tjekkiet, Tyskland og Ungarn